# Existenz
Das Wort Existenz (lateinisch existentia  „Bestehen, Dasein“) bezeichnet in der Philosophie das Vorhandensein eines Dinges ohne nähere Bestimmung, ob es sich um einen materiellen oder ideellen Gegenstand handelt. In der Existenzphilosophie und im Existentialismus wird der Begriff oft synonym für „menschliches Dasein“ gebraucht.
Umgangssprachlich bezeichnet Existenz auch die wirtschaftliche Lebensgrundlage eines Menschen, zum Beispiel in Form eines wirtschaftlichen Betriebes (Handelsgeschäft, Anwaltskanzlei oder Ähnliches).
In der Prädikatenlogik wird mit Existenz die Voraussetzung für eine Prädikatszuweisung gekennzeichnet.

## Begriffsherkunft und Bedeutung
Das lateinische existo („ich existiere“) geht seinerseits wieder auf das griechische existemi (ek-histemi) zurück und wird oft mit dem ähnlich lautenden exeinai verwechselt, welches tatsächlich „sein“ bedeutet. Existemi hingegen bedeutet „auslegen, aufstellen, herausstehen“, also „räumlich vorhanden sein“. In einem philosophischen Zusammenhang taucht der Begriff der Existentia erstmals bei Marius Victorinus (um 360) als Übersetzung des griechischen Hyparxis auf und wird dabei der Substantia (griechisch Ousia) gegenübergestellt. Während Existentia das reine Vorhandensein von etwas bezeichnet, wird im Gegensatz dazu das Wesen eines Dinges mit Essenz (Essentia) benannt.

## Mathematik/Logik
In der klassischen Mathematik hat man für den Beweis der Existenz eines mathematischen Objekts (einen Existenzbeweis) mehrere Möglichkeiten:
- die explizite Angabe dieses Objekts,
- eine Anleitung zur Konstruktion aus schon existierenden Objekten,
- der Beweis, dass die Annahme der Nichtexistenz dieses Objekts zu einem Widerspruch führt (ein indirekter Existenzbeweis).

In anderen Konzeptionen der Mathematik (Intuitionismus, konstruktive Mathematik) wird der indirekte Existenzbeweis durch Herbeiführung von Widersprüchen aus der Annahme der Nichtexistenz abgelehnt, wenn unendlich viele Objekte zu untersuchen sind (siehe tertium non datur). Danach existiert ein Objekt nur dann, wenn es explizit angegeben wird, oder wenn ein Algorithmus angegeben werden kann, mit dem es sich (beim Intuitionismus in endlich vielen Schritten) konstruieren lässt.
In der modernen Diskussion der Grundlagen der Mathematik wurde im Grundsatz die Fragestellung des Universalienstreits wieder aufgenommen. Die Annahme der eigenständigen Existenz von Zahlen und geometrischen Figuren in der klassischen Mathematik wird als Platonismus bezeichnet und entspricht der Position des Realismus bei den Universalien. Der Konstruktivismus hat seine Entsprechung in der Vorstellung des Konzeptualismus. Die axiomatische Mathematik Hilberts hingegen betrachtet Mathematik als rein formale Schöpfung des Menschen (Formalismus) und entspricht damit dem Nominalismus.

## Evolutionsbiologie
Als Existenz (Existence of Evolution) bezeichnete man in der Evolutionsbiologie ein grundlegendes Theorem, nach dem es die Evolution überhaupt gibt. Der Begriff ist aufgrund seiner trivialen Aussage heute nicht mehr gebräuchlich, war aber zu Darwins Zeiten überaus bedeutsam.
Die Existenz (der Evolution) wurde auch schon vor Darwin angenommen, darunter von Jean-Baptiste de Lamarck. Darwin konnte sie aber durch seine Beobachtungen erstmals belegen und damit eine erweiterte und konsistente Theorie entwickeln. Doch Darwin starb an Krebs, bevor er seine Forschungen beenden konnte.

## Philosophie
In der Philosophie gibt es grundsätzlich drei Arten von Existenzen:
- Notwendige Existenz: Ist die Existenz, die die Ursache für alles Andere ist und allem zu Grunde liegt. Sie wird in manchen Philosophien auch Gott genannt.
- Nicht notwendige Existenz: All die Existenzen, auf die andere Existenzen nicht angewiesen sind.
- Unmögliche Existenz: Existenzen, die im Widerspruch zur Notwendigen Existenz stehen. Beispiel in einer Philosophie, die als notwendige Existenz einen allmächtigen Gott sieht, wäre ein Stein, der schwerer ist als Gott ihn heben könnte. (Dieser kann nicht existieren und auch der Allmächtige kann ihn nicht erschaffen, obwohl er alles kann, denn die Existenz dieses Steines ist unmöglich - sprich im Widerspruch zu der Allmächtigkeit Gottes.)

Philosophisch ist die Existenz in Frage zu stellen: Ist etwas da, nur weil wir es wahrnehmen?
Eine eindeutige Antwort auf diese Frage gibt es nicht. Wenn man einen Gegenstand sieht, kann man ihn sich einbilden. Diese eventuelle Einbildung kann durch das Benutzen anderer Sinnesorgane scheinbar widerlegt werden. Eine scheinbar sichere Möglichkeit, eine Nichtexistenz auszuschließen, ist die Befragung eines anderen Menschen. Es gibt jedoch die Möglichkeit, dass sich in jedem Menschen die gleichen biologischen Prozesse abspielen, die ihn einen Gegenstand wahrnehmen lassen, obwohl dieser gar nicht existiert.
Ein weiteres Phänomen diesbezüglich sind psychische Krankheiten. Wenn ein schizophrener Mensch sein Gegenüber fragt, ob ein Gegenstand existiert, um wie im ersten Fall seine Wahrnehmung zu verifizieren, spricht er womöglich mit einem Menschen, den er sich eingebildet hat. Somit kann nicht davon ausgegangen werden, dass das Objekt nicht auch eingebildet ist.
In Weiterführung dieses Gedankens ist es nur möglich, sich seiner eigenen Existenz bewusst zu sein. Hierbei ist es nicht nachweisbar, ob ein Universum bzw. eine Welt außerhalb des eigenen Bewusstseins real ist oder existiert. Nur die eigene Existenz ist dann sicher, jedoch nicht die Existenz von Menschen, der Umwelt und dem Universum an sich, da man sich nur seiner eigenen Existenz in Bewusstseinsform (intuitiv) sicher sein kann. Selbst die eigene Existenz als Mensch ist somit nicht nachweisbar, da man lediglich das eigene Bewusstsein als mit Sicherheit existent wahrnehmen kann.
Siehe auch: Solipsismus

### Begriffsgeschichte in der Philosophie
In der Philosophie des Mittelalters wurde die Existenz als Tatsache nicht näher betrachtet. Der Schwerpunkt der Untersuchungen lag beim Wesen der Dinge, ihrer Essenz, als der Möglichkeit der existierenden Dinge, während das reale Bestehen eines Sachverhaltes mit Subsistenz im Sinne eines ontologischen Realismus wiedergegeben wurde. Ähnlich war die Sichtweise in der Philosophie des Rationalismus (Descartes, Spinoza, Leibniz), wo der Grund für die Existenz eines Dings in seiner Essenz angenommen wurde. Das Denken oder die Definition von Dingen führt zu ihrer Existenz.
Eine veränderte Bedeutung erhält die Existenz eines Gegenstandes im Empirismus sowie in der Lehre von den zwei Stämmen der Erkenntnis bei Kant, indem aus der Erfahrung den Dingen (bei Kant als Erscheinung) eine eigene Existenz zugemessen wurde (siehe Ding an sich). Im Gegensatz dazu sah Hegel die Einheit von Wesen und Erscheinung, von Essenz und Existenz, als das an, was die Wirklichkeit ausmacht.
Vor allem Kierkegaard wandte gegen Hegel ein, dass das individuelle, unableitbare Leben des einzelnen Menschen auf seine Existenz beschränkt ist. Das Selbst ist ein Verhältnis, das sich nur zu sich selbst verhält und nicht in einem anderen, zum Beispiel Absoluten aufgeht. Mit dieser Sicht gilt Kierkegaard als Begründer der Existenzphilosophie. Heidegger nahm in Sein und Zeit diese Bestimmung der Existenz auf: Das Sein selbst, zu dem das Dasein sich so oder so verhalten kann und immer irgendwie verhält, nennen wir Existenz. (Sein und Zeit, 12). Ausgehend von den lateinischen Wortradikalen „ex - sistere“ definiert Heidegger die Existenz auch als das Sein desjenigen Seienden, das offen steht für die Offenheit des Seins, in der es steht, indem es sie „aus - steht“.
Noch weiter verschärft wurde diese Sicht im Existentialismus Jean-Paul Sartres, für den die Existenz dem Wesen, der Essenz vorausgeht, der Mensch allein auf sich verwiesen ist, also nur über die Perspektive der Subjektivität verfügt.
Der Begriff „Existenz“ ist vom Heidegger’schen Begriff „Existenzialien“ zu unterscheiden.

### Semantische Existenz
Die reale Existenz ist entweder als physische durch Sinneserfahrungen belegbar oder als psychische Existenz uns durch innere, psychische Wahrnehmung gegeben. Diese ist jeweils nur in unserem Bewusstsein, nicht in der Außenwelt, und dennoch insofern realer als die physische, als wir sie unmittelbar, untrüglich wahrnehmen und somit weniger bezweifeln können als jene.
Darüber hinaus führt Rafael Ferber noch einen Begriff der semantischen Existenz für die Bedeutung abstrakter Wörter ein. Da die Bedeutungen der Wörter in die Semantik gehören, haben Abstrakta keine reale, „aber semantische Existenz“. Semantische Existenz definiert Ferber so, dass „die Bedeutung des Ausdrucks, von dem Existenz ausgesagt wird - (… Beispiele …) - keinen erfahrbaren Bezugsgegenstand mehr in der Realität hat, sondern selber zum Bezugsgegenstand wird.“ Semantische Existenz ist „eine vom Menschen geschaffene“, entstanden „durch die menschliche Fähigkeit, die entsprechenden abstrakten Ausdrücke zu bilden“. Sie können „beliebig vermehrt werden. Dem Reich der semantischen Tatsachen ist keine andere Grenze gesteckt als die, dass sie sich nicht logisch widersprechen dürfen.“
„Klassen und Hierarchien von Klassen haben nur eine semantische Bedeutung, da wir sinnvoll darüber sprechen können.“ Keine semantische Existenz hat dagegen ein „rundes Quadrat“, da wir davon nicht sinnvoll sprechen können.
Der Begriff der semantischen Existenz ermöglicht, das Problem fiktiver Dinge wie auch des Nichts anzugehen. Fiktive Dinge - vorausgesetzt sie sind logisch möglich - können, obwohl es sie nicht gibt, semantisch existieren, insofern wir von ihnen logisch widerspruchsfrei sprechen können. Ebenso gibt es „das Nichts“ wenngleich nicht realiter, so doch semantisch. Diese Gegenstände existieren nicht in der Außenwelt, aber doch als „Sinn des Ausdrucks“. Damit ist der Sinn von Namen für fiktive Dinge vergegenständlicht. „Der Unterschied zwischen realen und fiktiven Gegenständen besteht so wesentlich darin, dass der Kontext, in dem sie existieren, anders ist.“ Doch sei auch die reale Welt kontextabhängig, nämlich „vom Kontext der artspezifischen menschlichen Erfahrung.“ Ferber unterscheidet damit drei Welten: die reale physische, die reale psychische und die semantische Welt.